# Don Maynard
Donald Rogers Maynard (Crosbyton, Texas, 25 de enero de 1935 – 10 de enero de 2022), más conocido como Don Maynard, fue un jugador profesional estadounidense de fútbol americano que se desempeñó en la posición de wide receiver en la American Football League (AFL) y en la National Football League (NFL). Es miembro del Salón de la Fama del Fútbol Americano Profesional.

## Carrera
Maynard jugó como profesional una temporada en New York Giants (1958), después pasó a Hamilton Tiger-Cats (1959), luego a New York Jets (1960-1972), posteriormente a Arizona Cardinals (1973), y finalmente, a Shreveport Steamer, donde jugó una temporada (1974), y fue el equipo en el que se retiró.

## Reconocimiento
El 8 de agosto de 1987, ingresó como miembro al Salón de la Fama del Fútbol Americano Profesional.